# 會田雅人
會田 雅人（あいだ まさと）は、日本の総務官僚、統計家。総務省統計局長や、統計研究研修所所長を務めた。退官後、滋賀大学データサイエンス・AIイノベーション研究推進センター特任教授、総務省統計委員会委員。

## 人物・経歴
開成高等学校を経て、1983年 東京大学大学院工学系研究科計数工学専攻修了、総理府入府。1990年7月 総務庁人事局参事官補佐。1992年4月 総務庁統計局統計情報課長補佐（編集担当）。同年5月 総務庁統計局統計情報課長補佐（総括担当）。2001年1月6日 総務省統計局統計調査部経済統計課長。総務省統計局統計調査部消費統計課長、総務省統計局統計基準部国際統計課長（当時）、総務省統計局総務課長等を経て、2012年 総務省統計局統計調査部長。2015年に総務省統計局長に就任し、同年に実施された国勢調査の陣頭指揮を取った。この間、日本統計学会代議員、応用統計学会理事なども務めた。2017年総務省統計研究研修所長。2018年退官、第49回・第50回国連統計委員会副議長、公益財団法人統計情報研究開発センター専務理事。2022年滋賀大学データサイエンス・AIイノベーション研究推進センター特任教授。2023年総務省統計委員会委員。専門は公的統計。